# Barbara Hutton

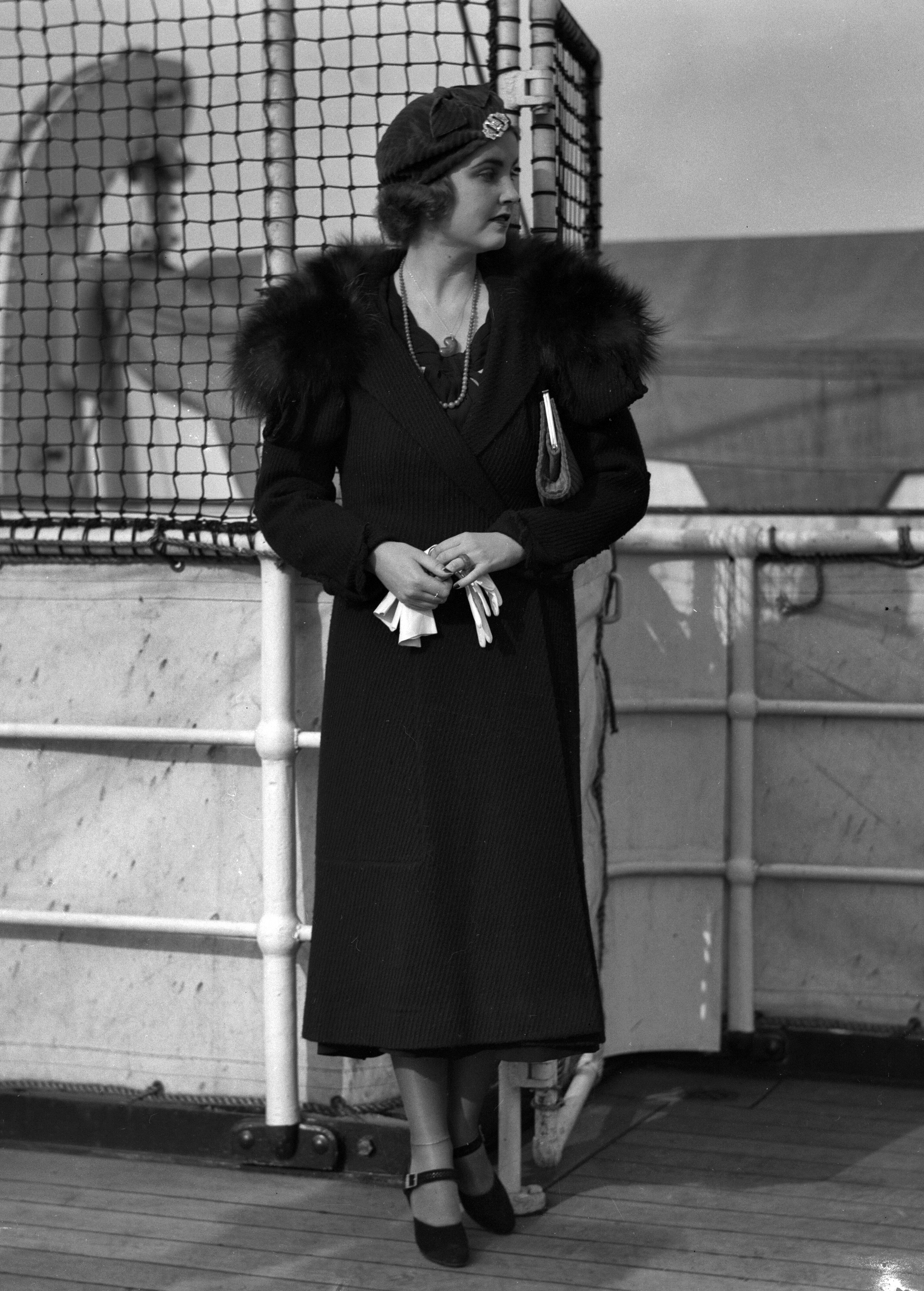
Barbara Hutton in den 1930er Jahren

Barbara Woolworth Hutton (* 14. November 1912 in New York City; † 11. Mai 1979 in Los Angeles) war eine reiche US-amerikanische Kaufhaus-Erbin.

## Leben
Barbara Hutton war die Enkelin und Erbin von Frank Winfield Woolworth, dem Gründer der US-amerikanischen Kaufhauskette F. W. Woolworth Company. Als Vierjährige fand sie im Mai 1917 die Leiche ihrer Mutter Edna (geb. Woolworth). Mit nur sieben Jahren erbte Barbara über 50 Mio. US-Dollar (nach aktueller Kaufkraft rund 783 Mio. US-Dollar).
Sie galt als reichste Frau der Welt und war sieben Mal verheiratet. Im Jahre 1933 heiratete sie Alexis Mdivani. Weil sich Mdivani weigerte, die Kosten der kirchlichen Trauung zu zahlen, wurde er verklagt. Die Ehe wurde am 13. Mai 1935 geschieden. Bereits einen Tag später vermählte sie sich mit dem schlesischstämmigen dänischen Grafen Kurt Haugwitz-Hardenberg-Reventlow.
Außerdem war Barbara Hutton von 1942 bis 1945 mit Cary Grant (Gatte Nr. 3) sowie mit dem deutschen Tennisprofi Gottfried von Cramm (Gatte Nr. 6) verheiratet. Bald schon galt die verschwendungsfreudige Frau, die mit jeder Scheidung – bis auf die Scheidung von Cary Grant – um Millionen ärmer wurde, als Sinnbild des „armen reichen Mädchens“. Ihr einziger Sohn, Lance Reventlow, starb 1972 im Alter von 36 Jahren bei einem Flugzeugabsturz.
Ab den 1950er Jahren hatte sie zunehmend Alkohol- und Drogenprobleme. Nach dem Tod ihres einzigen Kindes verlor sie jeglichen Halt. Die ehemalige Party-Königin und Jet-Set-Ikone starb, praktisch verarmt, vergessen, verlassen und krank im Hotel Beverly Wilshire in Los Angeles an einem Herzinfarkt. Sie wurde in der Woolworth-Gruft neben ihrer Mutter beigesetzt.
Ihr Leben wurde 1987 mit Farrah Fawcett in der Hauptrolle für das Fernsehen verfilmt (Armes reiches Mädchen – Die Geschichte der Barbara Hutton, Regie Charles Jarrott).

## Ehen
- 1933–1935 mit Prinz Alexis Mdivani, einem exilierten georgischen Fürsten
- 1935–1941 mit Graf Kurt von Haugwitz-Hardenberg-Reventlow; Sohn Lance Reventlow (* 1936; † 1972)
- 1942–1945 mit Cary Grant, Schauspieler
- 1947–1951 mit Fürst Igor Trubetzkoi
- 1953–1954 mit Porfirio Rubirosa
- 1955–1960 mit Gottfried von Cramm, Tennisspieler
- 1964–1966 mit Prinz Raymond Doan Vinh